# کارول بک
کارول بک (انگلیسی: Karol Beck؛ زاده ۳ آوریل ۱۹۸۲) تنیس‌باز بازنشسته اهل اسلواکی است.